# Hamadi Jebali

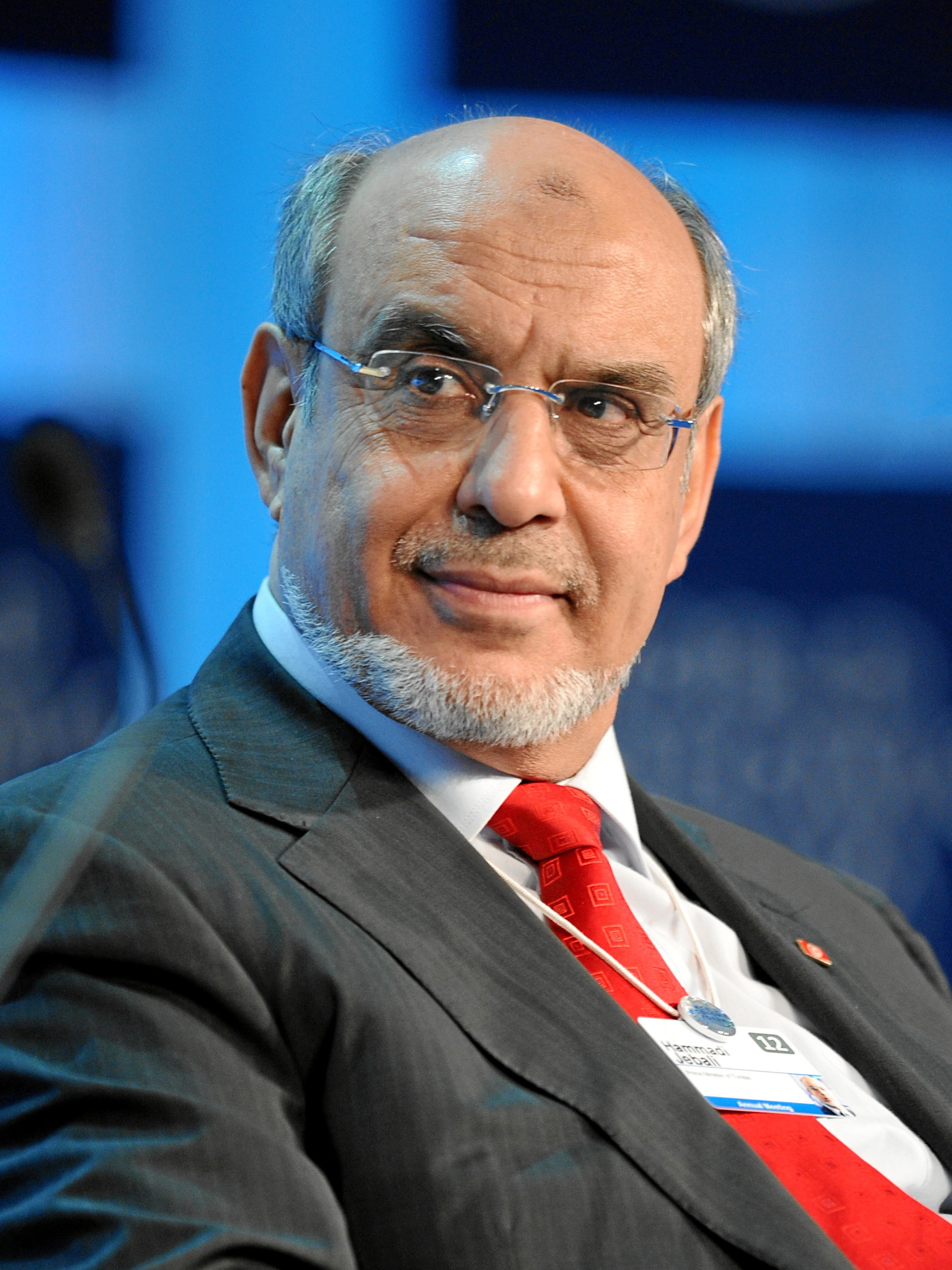
Hamadi Jebali in 2012

Hamadi Jebali (Sousse, 12 januari 1949) is een Tunesische ingenieur, islamistische politicus en journalist die van december 2011 tot maart 2013 premier van Tunesië was.
Jebali was de secretaris-generaal van Ennahda, een gematigde islamistische politieke partij. Hij bracht onder de afgezette dictator Zine El Abidine Ben Ali 15 jaar door in de gevangenis.
Op 14 maart 2013 trad hij af als premier, vanwege zijn mislukte poging om een technocratische regering te vormen na de moord op Chokri Belaïd en daaropvolgende protesten tegen de vermeende islamisering van het land. Hij werd opgevolgd door Ali Laarayedh, zowel als premier als in zijn rol van secretaris-generaal van Ennahda.